# Йосиф Йосифовски
 Тази статия е за партизанина.  За актьора вижте Йосиф Йосифовски (актьор).  
Йосиф Вангелов Йосифовски с псевдоним Гьорче Свещарот е адвокат и политически комисар на Втора оперативна зона на НОВ и ПОМ в Македония и народен герой на Югославия.

## Биография
Роден е на 2 август 1915 година в град Гевгели, тогава в Кралство Сърбия. Основно училище завършва в родния си град, а после учи в Крагуевац. Там става член на Съюза на комунистическата младеж на Югославия. След като завършва гимназия заминава за Белград, където се записва в Юридическия факултет. Участва в студентски протести и демонстрации и е един от основателите на дружеството Вардар. Става член на ЮКП през 1938 година. За дейността си е преследван и хвърлен в затвора.
В първите месеци след окупацията на Югославия активно работи по подготовката на въстание в Струмица. Секретар е на местния комитет на ЮКП за Струмица. През септември 1941 като инструктор на Покрайненския комитет на ЮКП за Македония е изпратен в Ресенско, за да вдигне тамошното население на въоръжена борба. Арестуван е в град Корча от италианската полиция в подозрение, че контактува с албанските комунисти, но успява да избяга от затвора.
След като избягва на 6 юли 1942 година е назначен за политически комисар на Първи преспански партизански отряд „Даме Груев“. След като е създаден Народоосвободителен батальон „Мирче Ацев“ на 18 август 1943, Йосифовски е направен негов политически комисар. След като Италия капитулира немските сили решават да унищожат партизанското движение.
На 7 ноември 1943 година след тежка битка при Кленоец и жертви от двете страни загиват командира на зоната Мито войвода и Йосиф Йосифовски. На негово име – Йосифово, е прекръстено село Кълъчково в Северна Македония.
Обявен е за народен герой на Югославия на 11 октомври 1951 година.
- Бюст-паметник в Струмица
- Паметник в Преспа
- Паметник в Гевгели